# Autunno

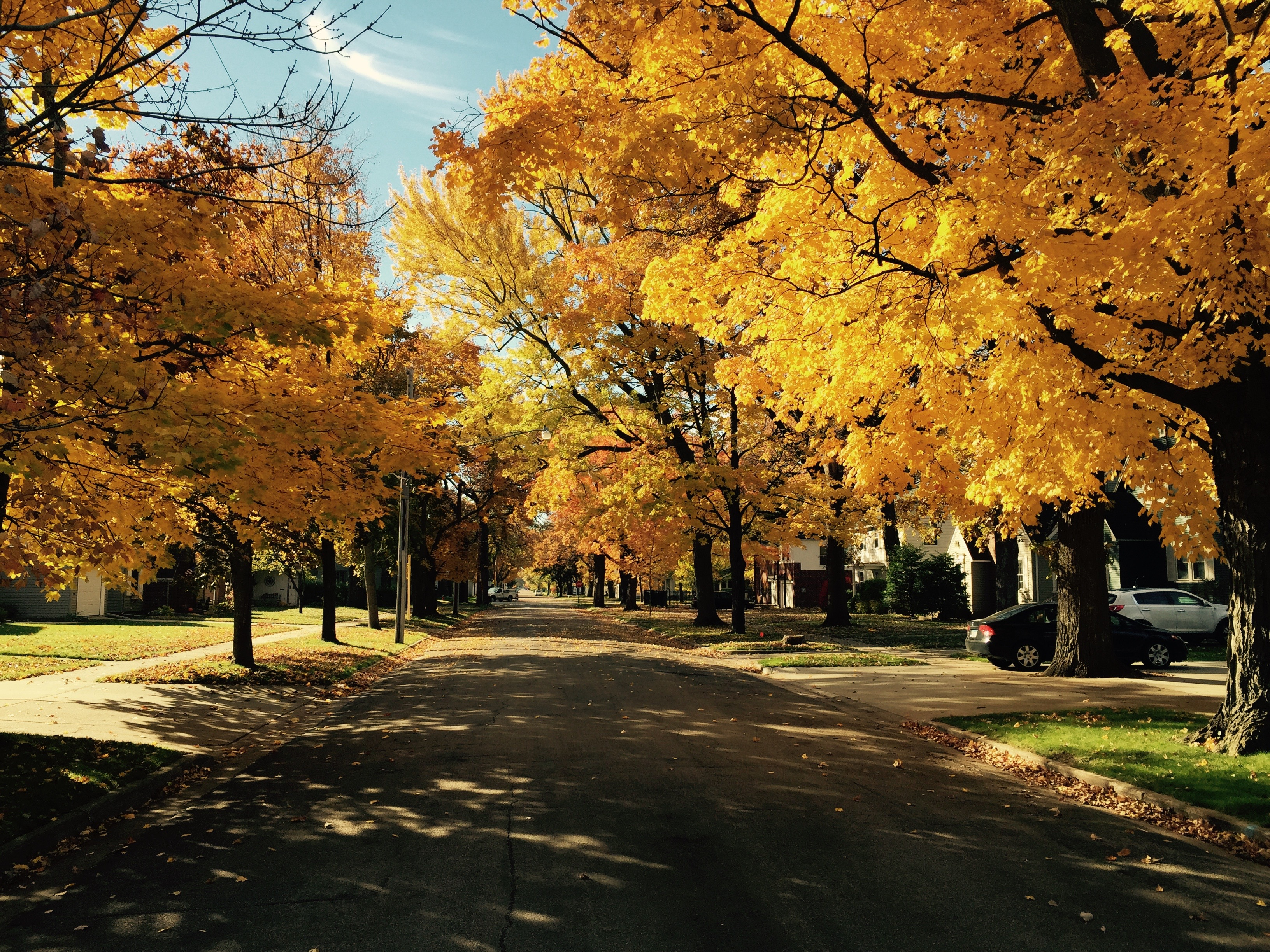
Un paesaggio autunnale.

L'autunno è una delle quattro stagioni in cui è suddiviso l'anno, segue l'estate e precede l'inverno.

## Durata

Le posizioni del Sole e della Terra nell'arco delle stagioni.

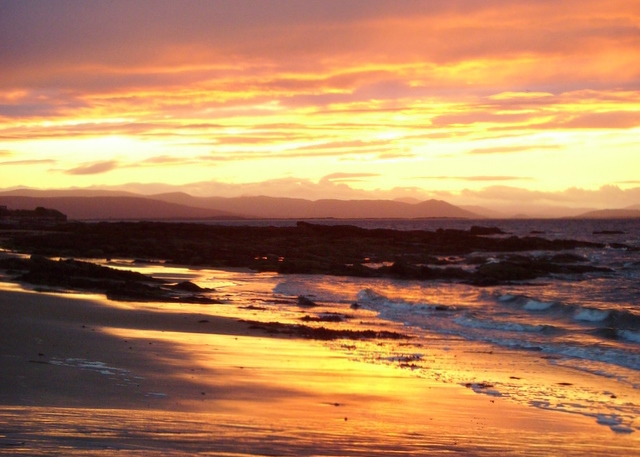
Il tramonto nel giorno dell'equinozio autunnale.

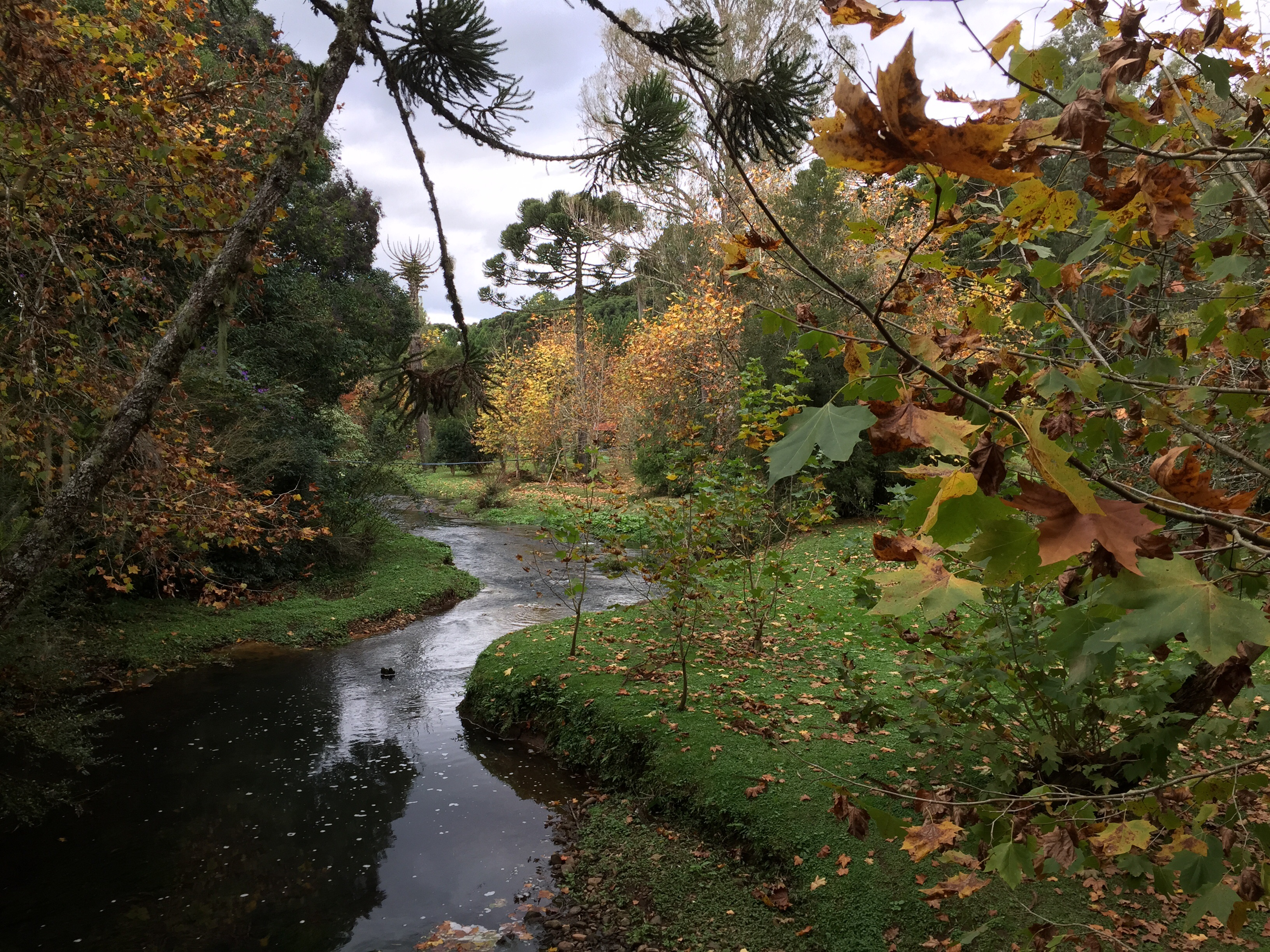
Tipico autunno in Brasile.

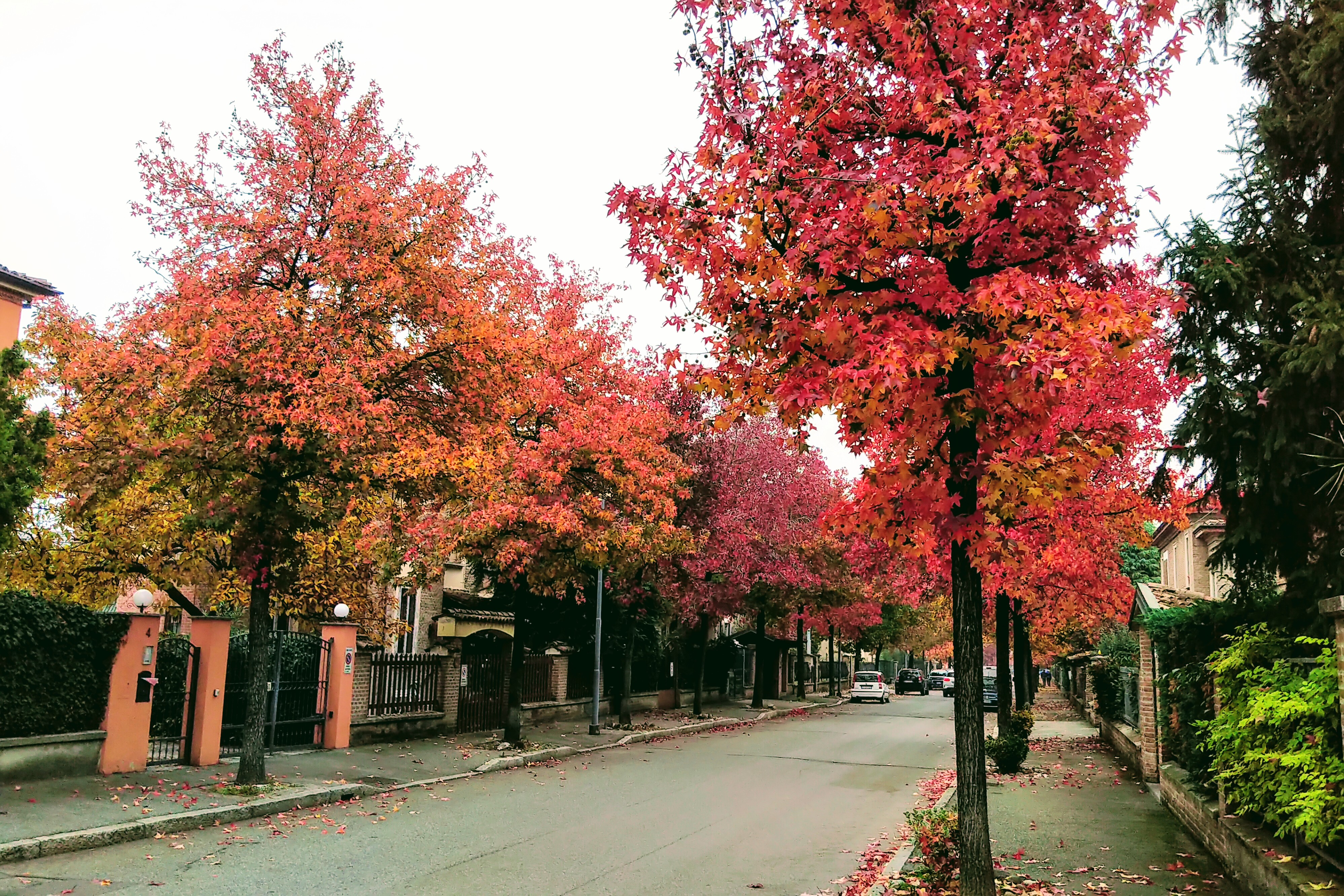
Fogliame autunnale in Italia.

Nell'emisfero boreale, l'inizio dell'autunno è convenzionalmente individuato attorno al 23 settembre: al verificarsi dell'equinozio d'autunno. La fine della stagione corrisponde invece al 20 dicembre, quando avviene il solstizio invernale.
L'inizio e la fine dell'autunno corrispondono a due particolari posizioni del Sole nel suo apparente movimento intorno alla Terra: nelle date indicate entra rispettivamente nel segno della Bilancia ed esce da quello del Sagittario. In autunno, tra le due costellazioni, il Sole ne attraversa una terza: quella dello Scorpione. Meteorologicamente, la stagione va dal 1º settembre al 30 novembre.
Nell'emisfero australe, si definisce invece "autunno" il periodo che va dal 21 marzo al 21 giugno: durante tale lasso di tempo, nell'emisfero boreale è in corso la primavera.

## La stagione

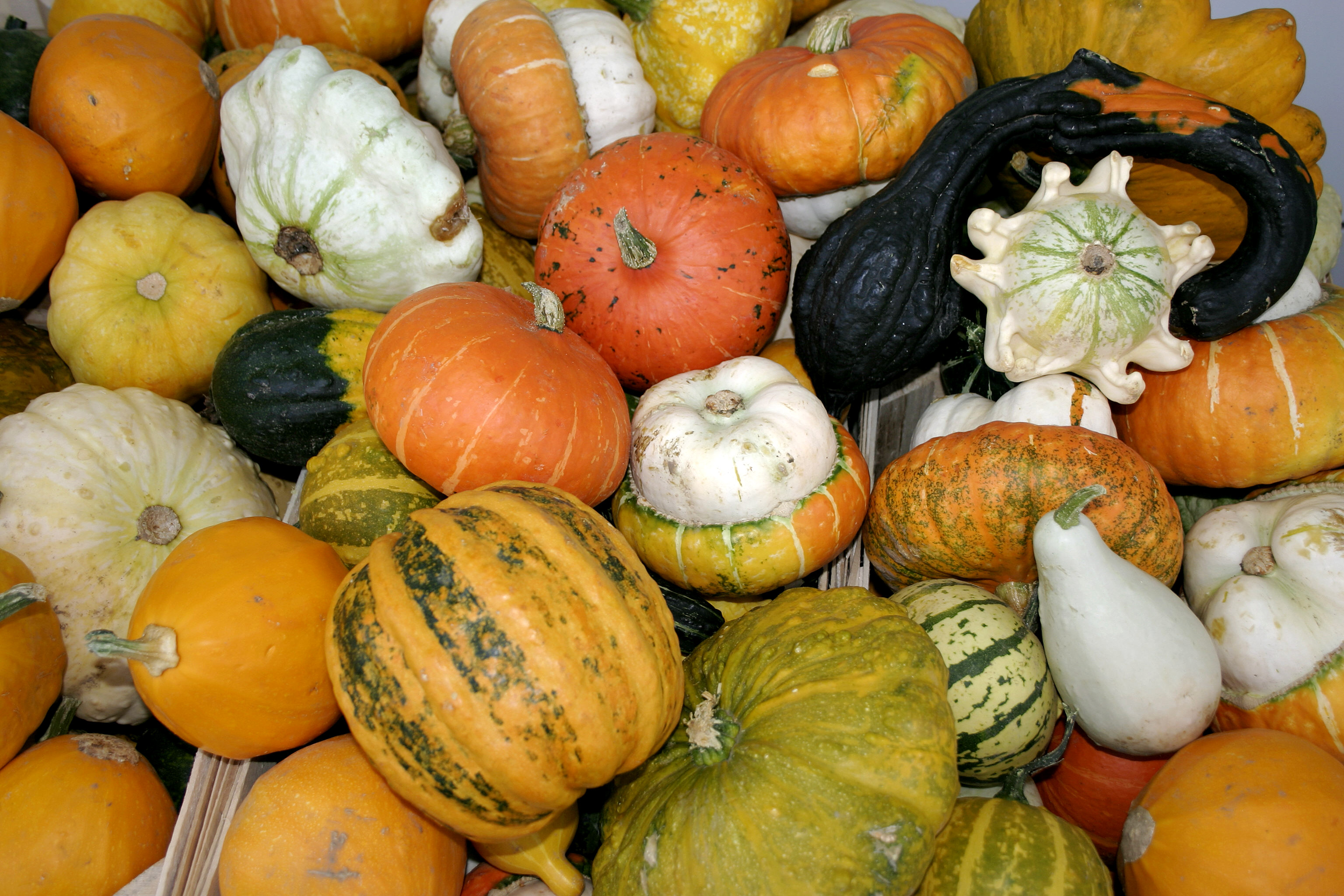
Zucche, ortaggio tipico dell'autunno.

Il primo giorno della stagione vede, al pari del corrispettivo primaverile, l'equinozio, ossia l'eguale durata delle ore di luce e buio. Altro evento correlato all'autunno è il passaggio, negli Stati che la adottano, dall'ora legale all'ora solare, che si verifica a fine ottobre.
Elemento che caratterizza la stagione è la caduta delle foglie da alberi e piante.

## Nella cultura di massa

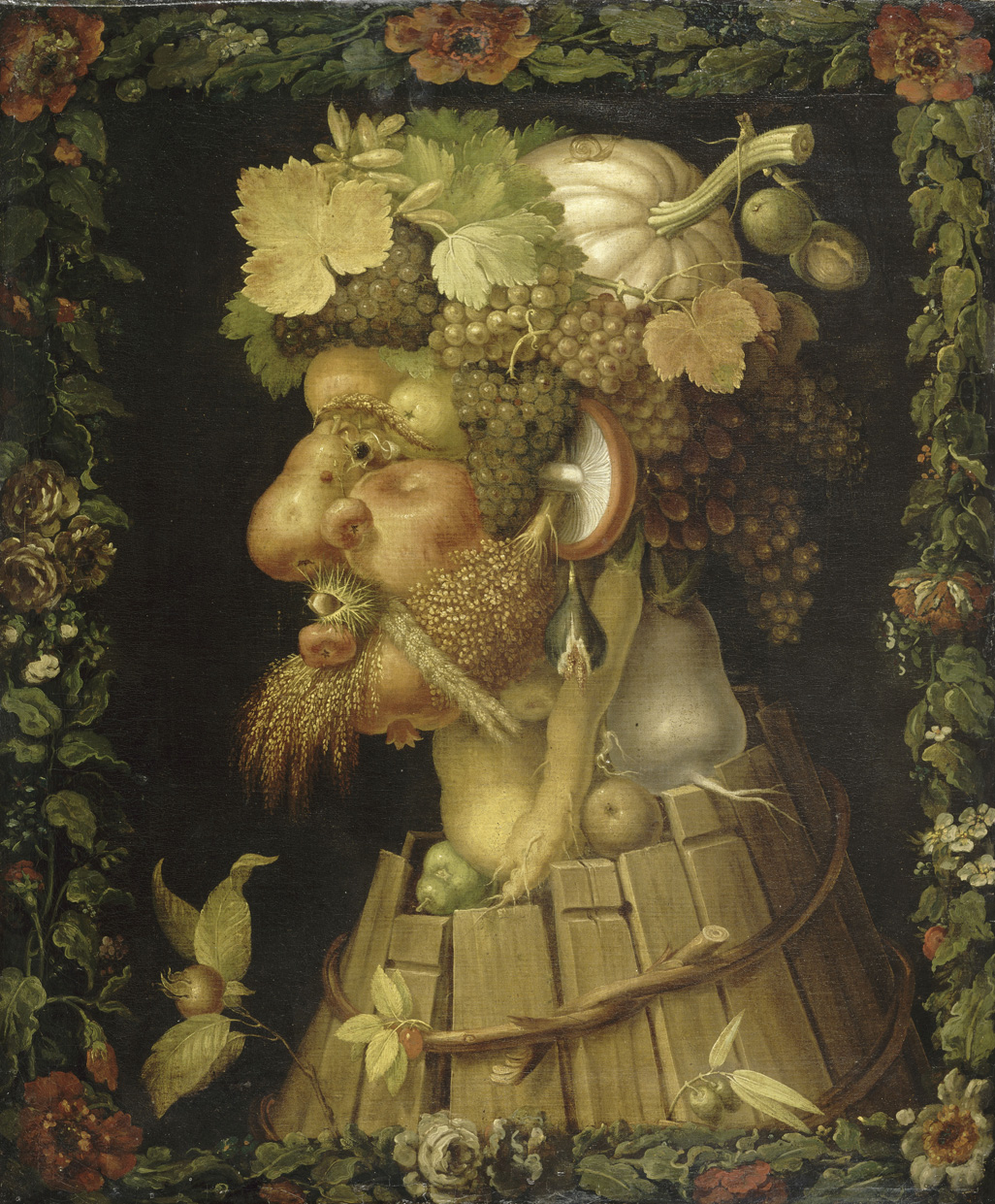
Autunno, dipinto di Giuseppe Arcimboldo (Museo del Louvre, Parigi).

L'immaginario collettivo inquadra l'autunno come la stagione della decadenza, dopo i calori portati dall'estate. Per altri, invece, si tratta di un periodo di rinascita. I raccolti e le vendemmie, propri della stagione, rappresentano una preparazione in vista dell'inverno. Una serie di ricerche condotte in America è giunta alla conclusione che le persone nate in autunno, specialmente nel mese di novembre, vivano più a lungo toccando anche i 100 anni.
L'astrologia occidentale associa alla stagione i segni di Bilancia, Scorpione e Sagittario.
Tra i quattro elementi classici l'autunno corrisponde alla terra, tra le età della vita alla maturità adulta e alla vecchiaia, tra i punti cardinali all'Ovest, fra i temperamenti umorali al malinconico, tra le parti della giornata alla sera, tra le fasi dell'opera alchemica alla rubedo.
Le feste maggiormente conosciute della stagione autunnale sono:
- la festa dei nonni e il ricordo degli angeli custodi, che cadono entrambe il 2 ottobre;[25]
- l'Oktoberfest, in italiano comunemente detta «festa della birra», che ha luogo tra la fine di settembre e l'inizio di ottobre;[26]
- Halloween, Ognissanti e la Commemorazione dei defunti: tali feste si celebrano in 3 giorni consecutivi, dal 31 ottobre al 2 novembre;[27]
- la notte dei falò, che ricorre il 5 novembre per ricordare la cosiddetta "congiura delle polveri";[28]
- l'estate di San Martino, celebrata l'11 novembre;[29]
- il giorno del ringraziamento: essendo una festa mobile, la data precisa varia di anno in anno. In Canada si celebra il secondo lunedì di ottobre (settimana dall'8 al 14 ottobre), mentre negli Stati Uniti il quarto giovedì di novembre (ossia nella settimana che va dal 22 al 28 novembre);[30]
- l'immacolata Concezione, che si festeggia l'8 dicembre.[31]

## Etimologia
Il nome deriva dal latino autumnus, prev. auctumnus, formato da auctus (participio di augere: 'aumentare, arricchire') e desinenza -mnos (dal greco μένος: desinenza propria dei participi medi e passivi), a significare la stagione ricca di frutta che segue l'estate e aumenta la ricchezza dei contadini.